# Napoleonfisk
Napoleonfisk (Cheilinus undulatus) är en fiskart som beskrevs av Rüppell, 1835. Napoleonfisk ingår i släktet Cheilinus och familjen läppfiskar. IUCN kategoriserar arten globalt som starkt hotad. Inga underarter finns listade i Catalogue of Life.